# Shingkor Dokshin
Shingkor Dokshin, anche noto come Bai Sankur (1055 circa), è stato un sovrano e condottiero mongolo, figlio di Khaidu Khan e diretto progenitore della stirpe di Gengis Khan.

## Vita
Di lui poco è noto. Fu Khagan dei Mongoli. Era nipote di Kachi Kaluk e pronipote di Menen Tudun Khan. Fu progenitore diretto della stirpe di Tamerlano. Apparteneva al gruppo tribale dei Borjigin, ceppo principale e cuore della nobiltà Mongola, che raggruppava i clan più importanti; era dedito al cristianesimo nestoriano.

## Discendenze
Fu sposato con varie mogli, una di queste fu Setchen. Uno dei suoi figli fu Tumbinai Khan, padre di Kabul Khan. 